# Gonomyia (Idiocerodes) subaperta
Gonomyia (Idiocerodes) subaperta is een tweevleugelige uit de familie steltmuggen (Limoniidae). De soort komt voor in het Oriëntaals gebied.